# Marko Ciurlizza
Marko Gustavo Ciurlizza Rodríguez, né le 22 février 1978 à Lima au Pérou, est un footballeur international péruvien qui évoluait au poste de milieu de terrain.

## Biographie

### Carrière en club
Il remporte sept titres de champion du Pérou, trois avec l'Universitario de Deportes, et quatre avec l'Alianza Lima (voir palmarès).

### Carrière en sélection
International péruvien, Marko Ciurlizza joue 34 matchs (pour aucun but inscrit) entre 1999 et 2009. 
Il figure dans le groupe des sélectionnés lors des Copa América de 1997, de 1999 et enfin de 2004 et se classe quatrième de cette compétition en 1997.
Il participe également à la Gold Cup de 2000, où son équipe atteint les demi-finales, éliminée par la Colombie.
Il joue enfin 18 matchs comptant pour les tours préliminaires de la Coupe du monde, lors des éditions 2002 et 2006.

## Palmarès
| Universitario de Deportes - Championnat du Pérou (3) : - Champion : 1998, 1999 et 2000. |  | Alianza Lima - Championnat du Pérou (4) : - Champion : 2001, 2003, 2004 et 2006. |